# Trixi Janson
Trixi Janson (* 2005) ist eine deutsche Schauspielerin.

## Leben
Trixi Janson startete 2013 als Kinderdarstellerin bei der Lindenstraße in der Rolle der „Mila Beimer“. 2020 spielte sie bei Vier zauberhafte Schwestern mit und 2021 im Fernsehfilm Das Kindermädchen – Mission Kanada als Teenager „Bristol“.

## Filmografie (Auswahl)
- 2013–2020: Lindenstraße (Fernsehserie, 70 Folgen)
- 2019: Beste Schwestern (Fernsehserie, 2 Folgen)
- 2020: Vier zauberhafte Schwestern
- 2021: Das Kindermädchen – Mission Kanada